# Expanding Senses
Expanding Senses è il terzo album in studio del gruppo melodic death metal svedese Darkane, pubblicato nel 2002.

## Tracce
1. Innocence Gone – 4:43
2. Solitary Confinement – 5:02
3. Fatal Impact – 3:41
4. Imaginary Entity – 4:45
5. Violence from Within – 5:11
6. The Fear of One's Self – 2:42
7. Chaos vs. Order – 4:47
8. Parasites of the Unexplained – 3:54
9. Submission – 5:34

## Formazione
- Andreas Sydow - voce
- Christofer Malmström - chitarra
- Klas Ideberg - chitarra
- Jörgen Löfberg - basso
- Peter Wildoer - batteria, percussioni